# ان‌جی‌سی ۷۰۷۹
ان‌جی‌سی ۷۰۷۹ (انگلیسی: NGC 7079) یک کهکشان عدسی شکل میله‌ای است که در فاصله ۱۱۰.۵۸ میلیون سال نوری از ما در صورت فلکی درنا قرار دارد. کهکشان NGC 7079 نیز به عنوان کهکشان LINER طبقه‌بندی می‌شود. کهکشان NGC 7079 توسط اخترشناس جان هرشل در ۶ سپتامبر ۱۸۳۴ کشف شد.